# Jakob Friedrich Fries
Pour les articles homonymes, voir Fries.
Jakob Friedrich Fries, né le 23 août 1773 et mort le 10 août 1843, est un philosophe allemand qui a enseigné à l’université de Iéna, berceau historique de l'idéalisme allemand. Opposé à ce courant de pensée alors dominant, il y incarne une autre postérité du kantisme. 
Fries considère que la voie dans laquelle la philosophie allemande s'est progressivement engagée après Kant est un néo-dogmatisme qui annule les principaux résultats de la critique kantienne, mais il attribue une partie de cet échec à Kant lui-même. Il infléchit sa critique de la métaphysique dans le sens d'une critique psychologique qui tente d'atteindre les principes de la philosophie par un examen intérieur de l'esprit. Fries est l'un des initiateurs de la fondation de l'Urburschenschaft.

## Parcours
Jakob Friedrich Fries est né en août 1773 à Barby, petite ville de Saxe sur les bords de l'Elbe. Sa famille appartient à la communauté protestante de Herrnhut, apparentée à celle des Frères moraves. Il est confié dès son plus jeune âge au séminaire théologique de la communauté, à Niesky, où il reçoit une formation religieuse et théologique. Au cours de ces années, il prend ses distances à l'égard de la vie religieuse et du mysticisme et découvre les mathématiques ainsi que la philosophie, en tout premier lieu celle de Kant. Insatisfait par les cours de philosophie qu'il reçoit, il étudie par lui-même les textes de Kant, dont les Prolégomènes et la dissertation de 1763 intitulée Sur l'évidence des principes de la théologie naturelle et de la morale. Ces deux textes exerceront sur sa pensée une influence décisive, déclarant à leur propos :
« C'était une autre manière de philosopher que celle que j'avais rencontrée partout ailleurs : on pouvait trouver ici une vérité certaine et évidente comme en mathématiques ; et le second traité me fit voir comment ce meilleur résultat avait été obtenu par la méthode d'analyse. »
En 1795, Fries étudie à Leipzig où il suit les cours de Ernst Platner. En 1796, il suit un temps les cours de Fichte à Iéna, dont il se détourne très vite, rebuté par un « raisonnement sans méthode ». De 1798 à 1800, il est précepteur en Suisse. En 1801, il soutient sa dissertation intitulée De intuitu intellectuali, qui développe une critique des philosophies de Fichte et de Schelling, et qui lui permet de devenir privat-docent à l'université de Iéna. En 1803, il voyage en Suisse et en France, et il obtient en 1805 un poste de professeur de philosophie à l'université de Heidelberg. C'est durant ses années passées à Heidelberg que Fries élabore sa propre philosophie, publiant en 1807 sa Neue Kritik der Vernunft, puis, en 1811, son System der Logik. À cette époque également, il se lie d'amitié avec le philosophe et écrivain Jacobi. En 1816, il est nommé professeur à Iéna et est pressenti pour occuper la chaire devenue vacante de Fichte à l'université de Berlin, finalement obtenue par Hegel avec l'appui du philosophe Schleiermacher. 
Fries s'est enthousiasmé dans sa jeunesse pour la Révolution française. Il est depuis devenu un sympathisant du « libéralisme national » allemand. Il prône l'unité allemande au sein d'une démocratie populaire fondée sur des « associations vivantes, indissolublement unies par les liens sacrés de l'amitié ». Sa participation à la fête de la Wartburg le 18 octobre 1817, manifestation étudiante en faveur des idées libérales et de l'unité allemande, et le discours qu'il y prononce, lui valent l'hostilité des autorités prussiennes ainsi que le mépris affiché de Hegel. Il est suspendu de l'université à la suite de l'assassinat en 1819 de l'écrivain et dramaturge « réactionnaire » August von Kotzebue par un étudiant de Fries – Karl Ludwig Sand – qui sera condamné à mort et exécuté l'année suivante. Bien que critiqué pour son libéralisme politique et économique, Fries n'en reste pas moins nationaliste et il n'échappe pas à l'antisémitisme qui imprègne déjà les milieux intellectuels allemands. Dans le débat sur l'émancipation des Juifs, il soutient l'historien antisémite Christian Friedrich Rühs et publie en 1816 une recension bienveillante de l'un de ses textes. Il considère que les Juifs n'ont pas leur place sur les territoires allemands et que leur émigration doit être encouragée par les autorités.
En 1824, Fries se voit confier un enseignement de physique et de mathématiques à l'université de Iéna. Il est autorisé à tenir chez lui un séminaire de philosophie où se retrouve un petit cercle de disciples parmi lesquels Ernst Sigismund Mirbt (de), Friedrich van Calker (de), le théologien Wilhelm Martin Leberecht de Wette, le botaniste Matthias Jakob Schleiden et Ernst Friedrich Apelt (de). Il entre également en relation avec quelques-uns des grands savants allemands de l'époque, comme le naturaliste Alexander von Humboldt et les physiciens Wilhelm Eduard Weber et Carl Friedrich Gauss. Sa réhabilitation officielle ne se fera toutefois qu'en 1837.
Jacob Friedrich Fries décède durant l'été 1843 à Iéna. Son successeur à l'université de Iéna est son élève et disciple Ernst Friedrich Apelt, qui reprend et poursuit ses travaux jusqu'à sa mort en 1859.

## Théorie de la «connaissance immédiate et inconsciente»
La philosophie de Fries peut être vue comme une tentative de conciliation entre l'idéalisme transcendantal de Kant, qui conçoit l'existence de formes a priori de l'esprit en tant qu'il est une faculté de connaître, et l'empirisme, d'après lequel toute connaissance est inductive et s'appuie sur l'observation. En accord avec Kant, Fries reconnaît que l'espace, le temps et les catégories sont des formes a priori que l'esprit applique aux impressions sensibles (« intuition sensible ») pour constituer l'expérience et la connaître, mais il considère, contrairement à Kant, que ces formes de l'esprit relèvent déjà d'une « connaissance immédiate » dont on peut découvrir les procédés par une recherche empirique.
Pour le démontrer, Fries part d'une idée reçue qu'il appelle « préjugé de la preuve », et qui désigne la croyance selon laquelle il suffit qu'un jugement soit fondé sur des connaissances pour être justifié et avéré. Or, quelle que puisse être la cohérence d'une chaîne de preuves, un jugement n'est véritablement justifié que lorsque nous parvenons à une connaissance qui ne renvoie plus à un autre jugement. La « connaissance médiate » doit donc se fonder sur une « connaissance immédiate ». Les faits d'expérience fournis directement par la sensation constituent des exemples paradigmatiques de cette connaissance fondamentale.
Toutefois, en accord sur ce point avec Kant, Fries considère qu'une proposition comme le principe de causalité (« tout changement a une cause ») ne peut être fondée ni sur la sensation, ni sur l' « intuition pure ». Mais il en tire une conclusion bien différente de celle de Kant : le fait que nous présupposions le principe de causalité suppose l'existence en nous d'une « connaissance immédiate non intuitive » que possède notre raison, qui n'est ni une sensation, ni un jugement. C'est cette connaissance immédiate qui fonde le « jugement synthétique a priori » selon lequel « tout changement a une cause ». Pour Fries, cette connaissance doit être « obscure » et « inconsciente ». De même qu'il n'est pas nécessaire d'avoir fait de la géométrie pour choisir la ligne droite comme le plus court chemin d'un point à un autre, de même il se pourrait que nous possédions une connaissance que nous utilisons sans savoir que nous la possédons. Le fondement ultime de nos connaissances – qui ne relève d'aucun jugement ni d'aucune sensation – se trouve ainsi dans la connaissance immédiate inconsciente que possède notre raison. Nous ne pouvons en prendre conscience qu'indirectement et artificiellement par l'analyse et la réflexion.
Fries estime que les deux préjugés philosophiques principaux – le préjugé rationaliste qui voudrait que toute connaissance soit d'origine logique et le préjugé empiriste qui voudrait qu'elle soit entièrement d'origine intuitive – s'expliquent précisément par le fait que notre savoir philosophique profond n'est pas directement donné à notre conscience. Ce n'est que par le biais de jugements (tels que « tout changement a une cause »), que nous pouvons prendre conscience indirectement de son contenu et en avoir ainsi une « connaissance médiate ». Cette connaissance indirecte consiste essentiellement à inférer l'existence d'un contenu de pensée inconscient à partir de l'auto-observation de ce que nous trouvons dans notre conscience. Ce contenu n'est pas observable par l'introspection, mais il peut être induit sur la base des phénomènes de notre vie psychologique.

## Psychologisme philosophique
À partir de sa théorie de la raison centrée sur l'idée de connaissance immédiate, Fries justifie l'existence et le développement d'une science empirique ayant pour objet le contenu de la raison humaine. Comme toute science de la nature, cette science psychologique doit procéder inductivement, puis produire des hypothèses explicatives en inférant l'invisible (l'acte psychologique inconscient) sur la base du visible (le contenu du jugement). Fries modifie ainsi en profondeur la tâche dévolue par Kant à la philosophie transcendantale, qui devient désormais une science psychologique et anthropologique (« psychologie de la raison humaine »). 
Le projet de constitution d'une psychologie de la raison a été pensé par Fries dès 1795, lorsque, déçu de ne pas trouver chez Kant un fondement psychologique à sa philosophie, il prend la décision de le rechercher par lui-même :
« Je me donnai pour tâche de chercher moi-même le fondement, dont je déplorais l'absence, et de poursuivre ainsi les recherches de Kant : je lui donnai, dans un premier temps, le nom de propédeutique de la psychologie générale, puis d'anthropologie philosophique. »
Bien qu'empirique par sa méthode inductive, cette science philosophique n'en reste pas moins singulière, puisqu'elle réside dans une connaissance introspective du procédé même de la connaissance :
« Le savoir philosophique est caché dans le savoir commun, et l'art philosophique consiste à l'en extraire ; toute philosophie est une observation intérieure de nous-mêmes. »
C'est cette conception psycho-empirique de la philosophie qui vaut à Fries de se voir reprocher ce que l'on appellera plus tard son « psychologisme ». Aloys Riehl, par exemple, considère sa théorie  de la raison comme une interprétation psychologiste du criticisme, consistant « dans l'affirmation selon laquelle la philosophie critique serait fondée sur la psychologie ou du moins l'exigence selon laquelle elle devrait l'être. » Pour Hermann Cohen, cette théorie opère « un nivellement du transcendantal » et une « dissolution de la métaphysique » dans la psychologie. Mais selon Christian Bonnet, Fries n'a jamais prétendu que la psychologie devait absorber ou fonder la philosophie, la logique ou les mathématiques, et il ne peut être taxé en ce sens de psychologiste. Par ailleurs, Fries distingue entre les faits ou actes psychologiques du jugement, et leur contenu : on peut donc qualifier de psychologiques les règles de production d'un raisonnement formel sans pour autant que les règles qu'il expose entrent dans des catégories empiriques.

## Influence et postérité
Après la mort, en 1859, de son successeur à l'université d'Iéna, Ernst Friedrich Apelt, les thèses de Fries ne trouveront guère d'écho à la fin du XIXe siècle, en dehors de quelques scientifiques comme le mathématicien Oskar Schlömilch ou le botaniste Ernst Hallier. C'est au début du XXe siècle que survient la renaissance de l’École friesienne avec les publications de Leonard Nelson. Celui-ci  fonde en 1903 une Neue Fries'sche Schule (« Nouvelle École de Fries ») et collabore avec des scientifiques tels que les mathématiciens Gerhard Hessenberg et Paul Bernays, le biologiste Karl Kaiser, le logicien Kurt Grelling (en) et le psychiatre Arthur Kronfeld. En 1913, ils coopèrent ensemble au sein  d'une Fries-Gesellschaft (« Société de Fries ») qui compte David Hilbert parmi ses membres. 
Parallèlement à l’École friesienne, les théologiens Paul Tillich et Rudolf Otto s'inscrivent ouvertement dans la filiation de Fries. Otto publie La philosophie de la religion basée sur Kant et Fries (1909), où la théorie de la connaissance de ce dernier est présentée comme un dépassement de celle de Kant. Otto et Tillich reprennent à Fries la notion de « pressentiment » (Ahnung) en lui conférant un sens religieux[réf. souhaitée]. L'arrivée au pouvoir des nazis en 1933 met fin aux activités de l’École friesienne, la plupart de ses représentants quittant l'Allemagne. Mais en 1957, Julius Kraft fonde la revue Ratio, qui se réclame explicitement de l’École friesienne, et qui publie entre autres des articles de Karl Popper. Le mathématicien Paul Bernays, qui a appartenu avec son collègue et collaborateur David Hilbert à cette école, peut être aujourd'hui considéré comme le plus tardif héritier de la philosophie de Fries.

## Publications principales
- Reinhold, Fichte und Schelling (« Reinhold, Fichte et Schelling »), Leipzig, 1803.
- System der Philosophie als evidente Wiessenschaft (« Système de philosophie comme science évidente »), Leipzig, 1804.
- Wissen, Glaube, und Ahnung (« La connaissance, la foi, et le pressentiment »), Iéna, 1805.
- Neue oder Anthropologische Kritik der Vernunft (« Nouvelle critique de la raison vue comme critique anthropologique »), Heidelberg, 1807.
- System der Logik (« Système de logique »), Heidelberg, 1811.
- Handbuch der praktischen Philosophie (« Manuel de philosophie pratique »), Iéna, 1817-1832.
- Handbuch der psychischen Anthropologie (« Manuel d'anthropologie de l'esprit »), Iéna, 1820-1821.
- Die mathematische Naturphilosophie (« La philosophie naturelle mathématique »), Heidelberg, 1822.
- System der Metaphysik (« Système de métaphysique »), Heidelberg, 1824.
- Die Geschichte der Philosophie (« L'histoire de la philosophie »), Halle, 1837-1840.